# Toyota C-HR+
Der Toyota C-HR+ ist ein batterieelektrisch angetriebenes SUV-Coupé des japanischen Automobilherstellers Toyota. Es basiert auf der dedizierten Plattform e-TNGA (Toyota New Global Architecture), die auch das Schwestermodell Uncharted von Subaru nutzt.

## Geschichte
2022 wurde unter der Bezeichnung bZ Compact SUV ein Konzeptfahrzeug vorgestellt, das das Design vorwegnahm. Anders als die Nomenklatur, die mit dem Toyota bZ4X eingeführt wurde, wählte man wie schon beim vollelektrischen Toyota Urban Cruiser für die Serienversion mit C-HR+ eine bereits bekannte Bezeichnung, die in diesem Fall leicht abgewandelt wurde. Technisch hat es jedoch nichts mit dem Kompakt-SUV Toyota C-HR gemein. Der Marktstart in ausgewählten europäischen Ländern beginnt Ende 2025, weitere folgen 2026. In Nordamerika, wo die zweite Generation des konventionellen C-HR nicht angeboten wird, wird die Baureihe als Toyota C-HR vermarktet.

## Technik
Angeboten werden zwei Akkugrößen sowie Vorder- oder Allradantrieb. Der Elektromotor in Kombination mit dem kleineren Akku mit 57,7 kWh leistet 123 kW (167 PS). Bei der größeren Version mit 77 kWh steigt die Leistung auf 165 kW (224 PS). Ein zweiter Elektromotor bei der Allradvariante erhöht die Leistung wiederum auf insgesamt 252 kW (343 PS). Die Leistungsdaten ähneln dem überarbeiteten bZ4X, allerdings bietet der größere Akku im C-HR+ etwas mehr Kapazität. Der Onboard-Lader ermöglicht eine Ladeleistung mit Wechselstrom von 11 kW. Optional ist auch eine Variante mit 22 kW verfügbar. Mit Gleichstrom wird eine maximale Ladeleistung von 150 kW erreicht. Eine Vorkonditionierung der Akkus soll Ladevorgänge optimieren. Sie kann automatisch oder manuell aktiviert werden. Serienmäßig sind eine Wärmepumpe sowie beheizbare Sitze, Lenkrad und Windschutzscheibe.